# Super Mario Land 2: 6 Golden Coins
Super Mario Land 2: 6 Golden Coins (スーパーマリオランド2 6つの金貨 Sūpā Mario Rando Tsū: Muttsu no Kinka) er et platformspil udviklet og udgivet af Nintendo til den bærbare spillekonsol Game Boy. Spillet blev lanceret 21. oktober 1992 i Japan, 1. november 1992 i Nordamerika og 28. januar 1993 i Europa. Forgængeren, Super Mario Land, blev også udgivet til Game Boy.

## Handling
Super Mario Land 2 finder sted efter hændelseene i det oprindelige Super Mario Land-spil. Wario er skurken i spillet, og han har skabt uro i Mario Land og holder til i et slot, som ligger midt i Mario Land. For at komme ind på slottet og besejre Wario, skal Mario samle seks gyldne mønter, som ligger spredt rundt omkring i Mario Land. Mario kommer bagefter ind på slottet, besejrer Wario og genopretter orden i Mario Land.